# عامر السفلیه
عامر السفلیة (به فرانسوی: Ameur Seflia) یک منطقهٔ مسکونی در مراکش است که در غرب شرارده بنی حسین واقع شده‌است.

## خصوصیات
عامر السفلیة ۴۱٬۹۰۳ نفر جمعیت دارد.